# 里斯廷冰川

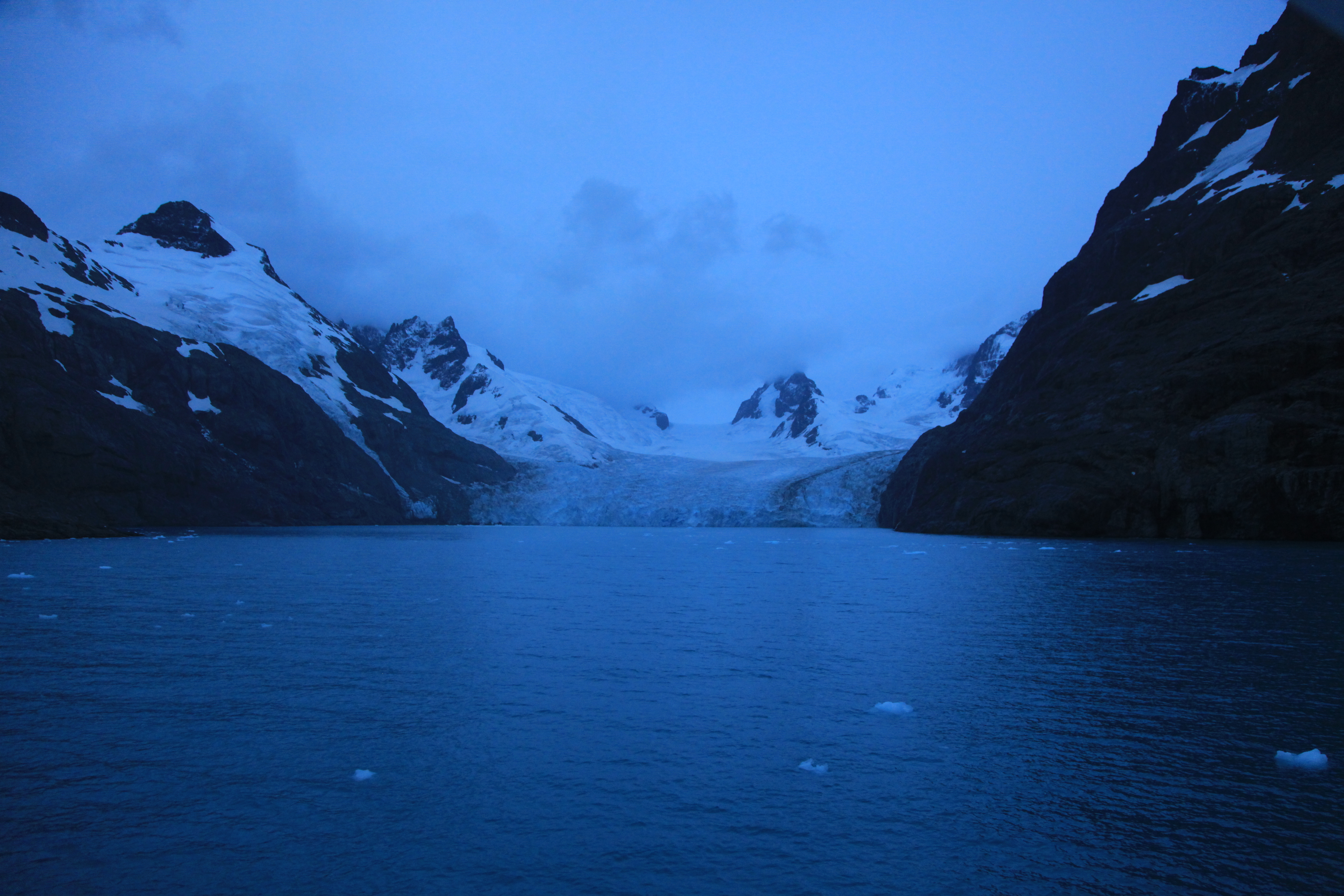

54°46′S 36°6′W / 54.767°S 36.100°W
里斯廷冰川（英語：Risting Glacier），是南極洲的冰川，位於南喬治亞島南部，處於詹金斯冰川以北，最終注入德里加爾斯基港，全長8公里，以挪威歷史學家命名，現時由英國海外領土管轄。